# Utica crassimana
Utica crassimana is een krabbensoort uit de familie van de Varunidae. De wetenschappelijke naam van de soort is voor het eerst geldig gepubliceerd in 1882 door Haswell.